# Болоховец, Олег Валерьевич
Олег Валерьевич Болоховец (род. 20 апреля 1976, Кострома) — российский легкоатлет, специалист по бегу на длинные дистанции и марафону. Выступал на профессиональном уровне в 1998—2008 годах, победитель Калифорнийского международного марафона, многократный победитель и призёр стартов всероссийского значения, участник чемпионата мира в Хельсинки. Представлял Костромскую область. Мастер спорта России международного класса. Первый заместитель главы Администрации города Костромы.

## Биография
Олег Болоховец родился 20 апреля 1976 года в Костроме.
В 1998 году окончил Костромской государственный технологический университет по специальности «экономика и управление на предприятии».
Занимался лёгкой атлетикой под руководством тренера Александра Павловича Румянцева. Впервые заявил о себе на всероссийском уровне в сезоне 1998 года, выиграв бронзовую медаль в дисциплине 10 км на открытом чемпионате России по бегу по шоссе в Адлере.
В последующие годы неоднократно принимал участие в различных всероссийских и международных стартах, но каких-то крупных побед не одерживал.
В 2001 году помимо прочего выступил на чемпионате России в Туле, став седьмым и четвёртым в беге на 5000 и 10 000 метров соответственно. Также в этом сезоне впервые попробовал себя на марафонской дистанции — с результатом 2:17:21 занял 12-е место на Амстердамском марафоне.
В 2002 году был вторым на марафоне в Кливленде (2:20:27), седьмым на марафоне в Провиденсе (2:19:46), вторым на марафоне в Бангкоке (2:31:03).
В 2003 году выиграл полумарафон в Аямонте (1:06:43), стал восьмым на марафоне в Нашвилле (2:17:50) и вторым на марафоне в Лиссабоне (2:18:27).
В 2004 году с личным рекордом 2:11:17 финишировал вторым на Севильском марафоне, с результатом 1:04:17 одержал победу на Московском полумарафоне и затем добился главного успеха в своей спортивной карьере — победил на Калифорнийском международном марафоне, показав время 2:13:22.
В 2005 году занял 13-е место на Парижском марафоне (2:13:33). Выполнив квалификационный норматив, вошёл в основной состав российской национальной сборной и удостоился права защищать честь страны на чемпионате мира в Хельсинки — в программе марафона показал результат 2:27:08, расположившись в итоговом протоколе соревнований на 56-й строке. Кроме того, в этом сезоне отметился выступлением на Дублинском марафоне, где с результатом 2:14:25 стал третьим.
В 2006 году финишировал пятым на Венском марафоне (2:12:53) и девятым на Дублинском марафоне (2:20:30).
Одним из последних серьёзных стартов для него стал Парижский марафон 2008 года, где с результатом 2:12:01 он занял 17-е место.
За выдающиеся спортивные достижения удостоен почётного звания «Мастер спорта России международного класса».
Во время своей спортивной карьеры являлся спортсменом-инструктором в Областной специализированной детско-юношеской школе олимпийского резерва Костромской области, работал в спортивном клубе «Северсталь» из Череповеца. После ухода из спорта в 2010—2011 годах занимал должности первого заместителя председателя Комитета по физической культуре и спорту Костромской области и начальника отдела государственной политики в сфере физической культуры и спорта Департамента внешнеэкономических связей, спорта, туризма и молодёжной политики Костромской области. В 2011—2012 годах был директором бизнес-отеля «Кострома». Впоследствии в течение многих лет находится на посту первого заместителя главы Администрации города Костромы, возглавлял Комитет по строительству, транспорту и дорожной деятельности.